# Davorko Vidović
Davorko Vidović (ur. 26 czerwca 1956 w Sisaku) – chorwacki polityk, nauczyciel i samorządowiec, parlamentarzysta, w latach 2000–2003 minister pracy i opieki społecznej, lider Socjaldemokratów.

## Życiorys
Ukończył szkołę średnią w rodzinnej miejscowości oraz studia z socjologii i filozofii na Uniwersytecie w Zagrzebiu. Był ochotnikiem w trakcie wojny w Chorwacji, organizował i dowodził obroną Sisaka. Pracował jako nauczyciel w szkole średniej, był też etatowym działaczem partyjnym. Zawodowo związany również z Chorwacką Izbą Gospodarczą jako doradca do spraw polityki pracy i zatrudnienia.
Dołączył do Socjaldemokratycznej Partii Chorwacji, w latach 1993–2000 był jej wiceprzewodniczącym. W 1997 został radnym żupanii sisacko-moslawińskiej. W 2000 uzyskał mandat posła do Zgromadzenia Chorwackiego. Z powodzeniem ubiegał się o reelekcję w wyborach w 2003 i 2007. Od stycznia 2000 do grudnia 2003 sprawował urząd ministra pracy i opieki społecznej w dwóch rządach Ivicy Račana. W 2005 został burmistrzem rodzinnej miejscowości, utracił tę funkcję jeszcze w tym samym roku. W 2011 znalazł się poza parlamentem.
Powrócił do niego w wyniku wyborów w 2020. W 2021 został wykluczony z SDP, a w 2022 objął funkcję przewodniczącego formacji Socjaldemokraci.